# Creyssac
Creyssac (okzitanisch Creissac) ist ein Ort und eine französische Gemeinde mit 104 Einwohnern (Stand: 1. Januar 2022) im Département Dordogne in der Region Nouvelle-Aquitaine. Die Gemeinde besteht aus dem Hauptort sowie einigen Weilern (hameaux) und Einzelgehöften (fermes). Die Bewohner werden Creyssacois und Creyssacoises genannt.

## Lage und Klima
Der Ort Creyssac liegt am Fluss Dronne in der Kulturlandschaft des Périgord in einer Höhe von ca. 90 m. Die Stadt Périgueux liegt gut 25 km (Fahrtstrecke) nordwestlich; die Kleinstadt Ribérac befindet sich ca. 25 km südwestlich. Das Klima ist gemäßigt; Regen (ca. 864 mm/Jahr) fällt übers Jahr verteilt.

## Bevölkerungsentwicklung
| Jahr      | 1800 | 1851 | 1901 | 1954 | 1999 | 2015 |
| Einwohner | 264  | 302  | 180  | 106  | 99   | 95   |

Der kontinuierliche Bevölkerungsrückgang im 20. Jahrhundert ist im Wesentlichen auf die Mechanisierung der Landwirtschaft und die Aufgabe von bäuerlichen Kleinbetrieben zurückzuführen.

## Wirtschaft
Die Bewohner der Gemeinde lebten jahrhundertelang als Selbstversorger von der Land- und Forstwirtschaft (Getreideanbau, Holzkohle); Obst und Gemüse wurden in den hauseigenen Gärten angebaut oder auf dem Markt angeboten. Ein Steinbruch befindet sich auf dem Gemeindegebiet.

## Geschichte
Auf dem Gemeindegebiet wurden jungsteinzeitliche Kleinfunde gemacht. Im 13. Jahrhundert finden sich die Ortsnamen Creischac oder Creichac; in dieser Zeit gehörte die Pfarrei zur Kastellanei von Bourdeilles.

## Sehenswürdigkeiten

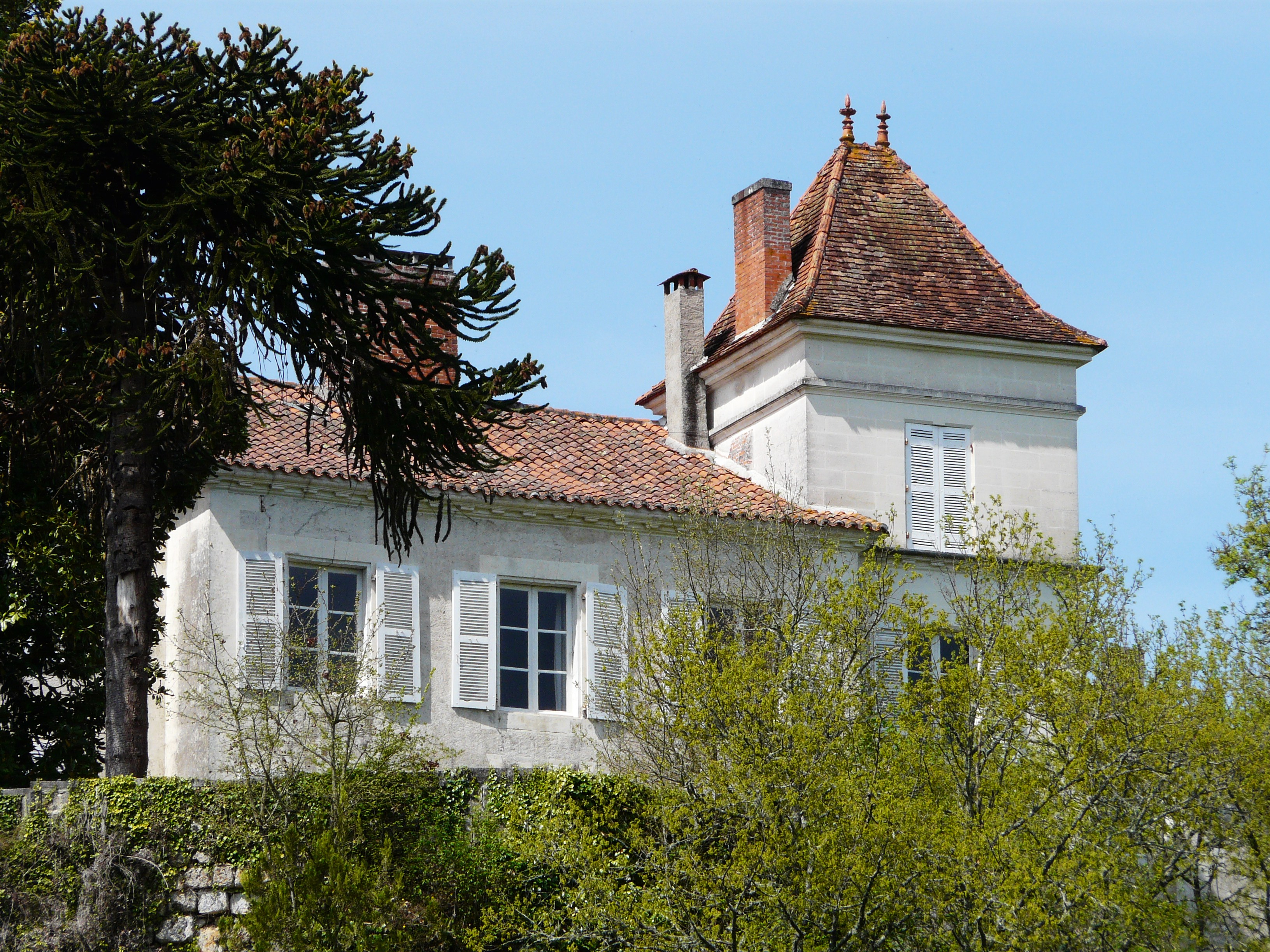
Château de la Barde

- Die Église Saint-Barthélemy hat einen romanischen Ursprung, doch wurde sie wegen ihres schlechten Bauzustands im 19. Jahrhundert grundlegend überarbeitet. Markant ist der Vierungsturm mit seiner rundum offenen Aussichtsplattform. Das Kirchenschiff, das überkuppelte Vorchorjoch und die Apsis sind verputzt und mit Fugenmalereien versehen.[3]
- Der Landsitz Manoir du Boulou stammt aus dem 19. Jahrhundert.
- Das Château de la Barde ist ein zweigeschossiger Bau vom Beginn des 19. Jahrhunderts; es ersetzte einen während der Revolutionszeit zerstörten Vorgängerbau.[4]